# Hofpostamt (Berlin)
Das Hofpostamt in Berlin bestand vom 15. Juni 1700 bis zum 25. August 1919. Der Name wurde von der postalischen Hauptfunktion für den Königlichen Hof abgeleitet. Nach dem Ersten Weltkrieg wurde es in Postamt 1 in Berlin C („PA 1 in Berlin C“) umgetauft. Berlin C stand für Berlin Centrum, was heute Berlin-Mitte entspricht. Das Postamt befand sich auf dem Areal zwischen der Spandauer, Königs-, Heiliggeist- und der Kleinen Poststraße in der Spandauer Straße 13/14 (heute etwa das östliche Viertel des Marx-Engels-Forums). Der etwa 12.000 m² große Komplex bestand zunächst aus mehreren vereinzelten Gebäuden, die nacheinander von der Post aufgekauft und 1882 durch einen Neubau ersetzt wurden.
Das Hofpostamt war Mittelpunkt des postalischen Geldverkehrs der Reichshauptstadt Berlin. Am 1. Oktober 1930 ist es infolge organisatorischer Maßnahmen vom „Postamt C 2“ übernommen worden. Im Zweiten Weltkrieg erlitt der Gebäudekomplex teils schwere Schäden. Die Deutsche Post plante im April 1950 ihre Wiederansiedlung im Block C 2. Dazu kam es nicht, jedoch diente das gering beschädigte Briefpostamt entlang der Heiligegeiststraße weiterhin der Post. Im Zuge der Neugestaltung des Stadtzentrums wurde das in den Jahren 1899 bis 1902 errichtete Gebäude zwecks Anlage einer großen Parkanlage, dem späteren Marx-Engels-Forum, im Jahr 1971 gesprengt.

## Aufgaben
Gegen Ende 1875 war die Neustrukturierung der Reichspost- und Telegraphenverwaltung im Wesentlichen abgeschlossen. Der Berliner Oberpostdirektion waren die Postzustellung des Königlichen Hauses und das Hofpostamt in der Königstraße 60 Ecke Spandauer Straße 19–22 zugeordnet, ebenfalls unterstanden ihr das Stadtpostamt in der Spandauer Straße 19, das Paketpostamt in der Oranienburger Straße 70, das Postfuhramt in der Oranienburger Straße 35/36 und die fünf Bahnpostämter sowie die 51 Stadtpostanstalten.
Im Hofpostamt wurden folgende Dienstleistungen angeboten:
1. Annahme von Postanweisungen und Zahlkarten, Einschreib- und Wertbriefen, gewöhnliche und eingeschriebene Postpakete, unversiegelte und versiegelte Wertpakete;
2. Zustellung von Post- und Zahlungsanweisungen, Wertbriefen, Nachnahmebriefsendungen und Postaufträgen im Bezirk des Briefpostamtes sowie von versiegelten Wertpaketen für den Gemeindebezirk Berlin;
3. Ausgabe von Post- und Zahlungsanweisungen sowie von Wertbriefen für Abholer aus dem Bezirk des Briefpostamt, von versiegelten Wertpaketen für Abholer aus dem Gemeindebezirk Berlin (Ausnahme: Reichsbank);
4. Wertbriefeingangsstelle (Entkartung und Abfertigung) aller nach Alt-Berlin gerichteten Wertbriefe und Wertbeutelstücke. Die Wertbriefe werden nach der Entkartung den Briefzustellämtern zugeführt, sowie der im Durchgang zu bearbeitenden, das heißt der weiterzusendenden, Wertbriefe und Wertbeutelstücke;
5. Ausgleich des Barverkehrs der Postämter des Oberpostdirektionsbezirks Berlin durch eine Geldsammelstelle.

## Geschichte
Als Kurfürst Friedrich Wilhelm 1646 die brandenburgische Staatspost begründete, richtete er gleichzeitig eine Kurfürstliche Postanstalt in Berlin ein. Sie war anfänglich im Berliner Stadtschloss untergebracht. Der Raum wurde jedoch infolge Erweiterung der Postanlagen bald zu klein. 1683 siedelte die Postanstalt daher zusammen mit der Verwaltung der Staatsposten in ein dazu angekauftes Haus nahe der Langen Brücke über. Die Straße, in der es jetzt lag, erhielt den Namen Poststraße und das Posthaus die Hausnummer 1.

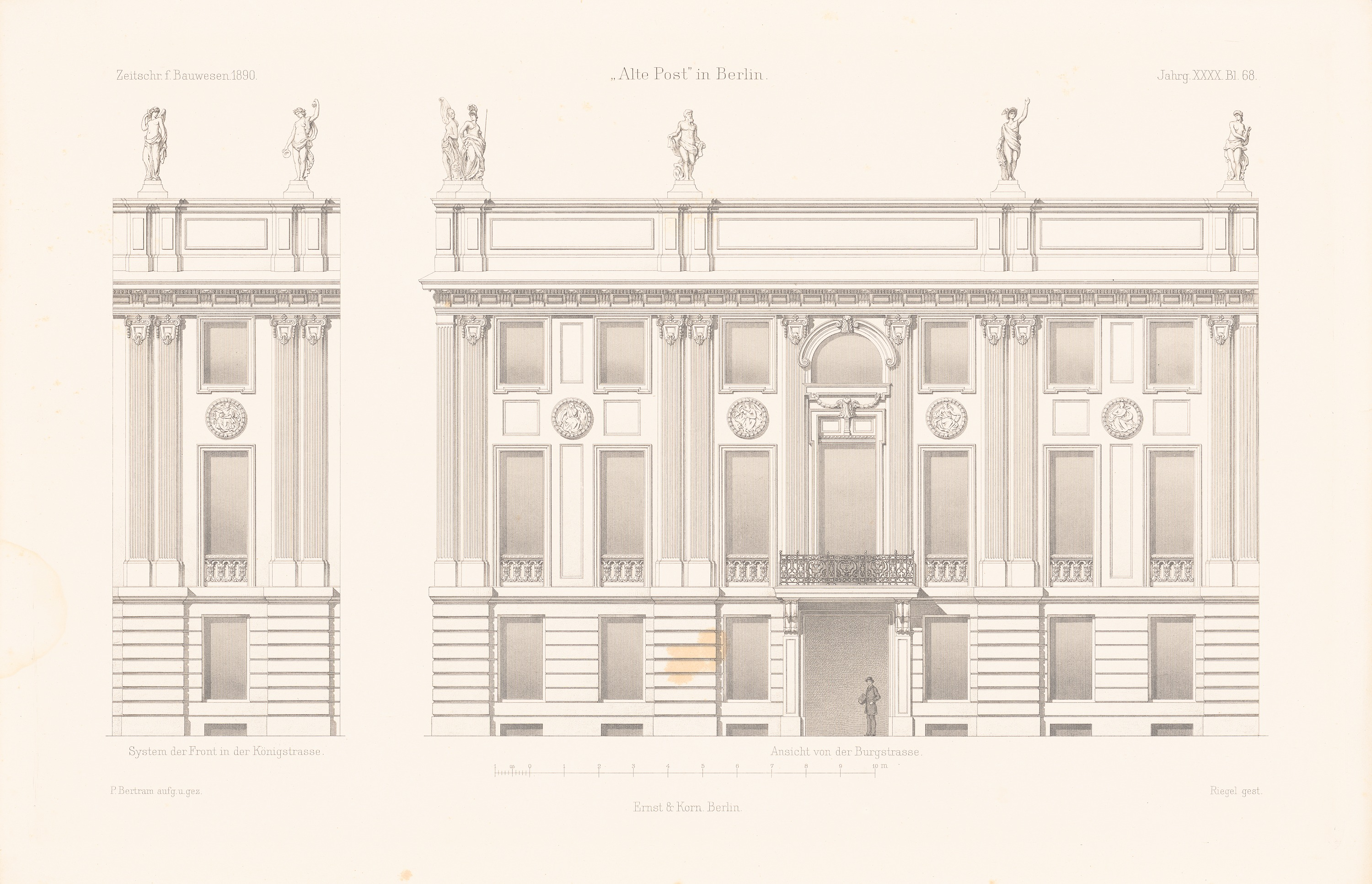
Alte Post im Jahr 1890 (ehemaliges Palais Wartenberg)

1712 wurde das an der Langen Brücke gelegene Palais Wartenberg vom Königlichen Hofpostamt übernommen, nun Neue Post genannt. Die Alte Post an der Poststraße wurde bis ins 19. Jahrhundert als Wohnsitz des Generalpostmeisters genutzt.
Am 15. Juni 1700 erhielt die Postanstalt den Namen „Hofpostamt“. In Ostpreußen betrieb man zeitweise ein zweites Hofpostamt (Hauptpost Königsberg). Die eingegangenen Sendungen mussten damals von der Post abgeholt werden, was mit vielen Unzuträglichkeiten für Post und Publikum verbunden war. Dies führte 1712 zur Einstellung der ersten Briefträger. 1719 wurde die Zustellung auch auf die Pakete ausgedehnt. Der erste Briefkasten erschien 1766 und wurde auf dem Flur des Hofpostamtes aufgestellt „zur Gemächlichkeit der Correspondenten und zur Facilitierung derer Correspondenz“. Dem Hofpostamt war auch der 1705 gegründete „Posthof“ in der Oranienburger Straße unterstellt, auf dem sich die Ställe, Wagenschuppen und Postillionswohnungen befanden (siehe Postfuhramt). Nach der Schlacht bei Jena und Auerstedt 1806 geriet das Hofpostamt bis 1812 unter französische Verwaltung. Ab 1809 war (auch das von den Franzosen errichtete) berüchtigte Schwarze Kabinett, in dem täglich 2000 Briefe heimlich geöffnet und wieder verschlossen wurden untergebracht.
1816 siedelte das Hofpostamt nach dem Postgrundstück in der Spandauer und Königstraße über. Wenn es dort auch größere Räume erhielt, so reichten doch seine Einrichtungen im Ganzen für den Postverkehr der sich schnell vergrößernden Hauptstadt (1700: 28.500 Einwohner, 1800: 172.000 Einwohner; 1826: 225.000 Einwohner) bald nicht mehr aus. Die Postverwaltung musste sich daher zu einer Betriebserweiterung entschließen. Am 1. Dezember 1827 richtete sie 62 sogenannte „Briefsammlungen“ ein, die über die ganze Stadt verteilt, bei Kaufleuten und dergleichen untergebracht und der am selben Tage begründeten „Stadtpost-Expedition des Hofpostamts“ unterstellt wurden. Diese erhielt im Rahmen des Hofpostamt insofern eine besondere Stellung, als sie einen eigenen Beamtenstab bekam und der Vorsteher des Hofpostamt diese Beamten nicht eigenmächtig versetzen konnte. Die „Briefsammlungen“, die äußerlich durch ein Schild „Königliche Briefsammlung Nr. …“ gekennzeichnet waren, nahmen zuerst nur gewöhnliche Stadtbriefe an, später auch Stadtbriefe mit Geldeinlage sowie Briefe nach außerhalb, stempelten und führten sie täglich sechsmal der Stadtpostexpedition zu. Als Entschädigung erhielten die Inhaber drei Pfennige für jeden angenommenen Brief.
Der Betrieb des Hofpostamtes vergrößerte sich immer mehr. 1831 hatte es eine Hauptkasse, eine Stadtpostexpedition, eine Dekartierungsexpedition, eine Briefannahme, eine Geldexpedition, eine Packkammerexpedition, eine Hauptniederlage und neun Entkartierungs-Expeditionen, welche nach und nach auf 13 vermehrt wurden. Außerdem entstanden noch eine Briefausgabe, besondere Expeditionen für die Annahme von Personen, für Extraposten und Estafetten, für die Sachen des Königlichen Hauses und eine Geldausgabe-Expedition.
Die Eröffnung des Eisenbahnbetriebes machte die Einrichtung von Bahnhofs-Expeditionen notwendig, die dem Hofpostamt unterstellt wurden. Sie begannen ihre Tätigkeit:
- 1838 auf dem Potsdamer Bahnhof
- 1841 auf dem Anhalter Bahnhof
- 1842 auf dem Frankfurter Bahnhof und Stettiner Bahnhof sowie
- 1846 auf dem Hamburger Bahnhof

Außerdem waren im Laufe der Zeit dem Hofpostamt weitere neun auswärtige Postexpeditionen (in Zehlendorf, Altlandsberg, Werneuchen, Bernau, Biesenthal, Groß-Schönau, Cöpenick, Zossen und Charlottenburg) zugeteilt worden. Die Zahl der Briefsammlungen hatte sich auf 77 erhöht. Mit dem zunehmenden Geschäftsumfang stieg auch die Zahl der Beamten des Hofpostamtes. Während 1831 etwa 30 Beamte ihren Dienst versahen, waren 1848 bereits 127 Beamte beschäftigt (einschließlich des Hofpostmeisters), zu denen 307 Unterbeamte und 51 Postillione kamen. Insgesamt werden für das Jahr 485 Personen im Hofpostamt angegeben. Davon entfielen etwa 150 auf die Stadtpostexpedition, deren Vorsteher bereits ein Jahr zuvor 1847 den Titel „Postdirektor“ bekommen hatte. Er hatte unmittelbar an das Generalpostamt zu berichten. Diese Berichte waren zunächst dem Hofpostmeister vorzulegen, der Bemerkungen hinzufügen oder sein „vidi“ beisetzen konnte. Verfügungen des Generalpostamtes an die Stadtpostexpedition wurden dem Hofpostamt nachrichtlich mitgeteilt.
Am 1. Januar 1850, bei der Neuordnung des Preußischen Postwesens, erhielt Berlin eine Oberpostdirektion und der Vorsteher des Hofpostamtes wurde unter Beibehaltung seines Titels „Hofpostmeister“ gleichzeitig Oberpostdirektor. Er war also Bezirkschef und Amtsleiter in einer Person. Sein Büro führte die Bezeichnung „Cabinet“ und bearbeitete unter anderem die Postsachen des Königlichen Hauses. Die neun auswärtigen Expeditionen wurden vom Hofpostamt abgezweigt und der neuen Oberpostdirektion Potsdam unterstellt. Am 1. Mai 1851 wurden die Briefsammlungen aus dem Zuständigkeitsbereich entfernt. An ihre Stelle traten acht neue Stadtpostexpeditionen mit folgenden Aufgaben: Verkauf von Wertzeichen, in erster Linie Postwertzeichen aber auch zum Beispiel Wechselsteuermarken. Annahme gewöhnlicher Briefe und von Briefen mit baren Einzahlungen oder mit angegebenem Wert bis zu 100 Talern, Leerung der Briefkästen, Stempelung und Absendung der Briefe, Abfertigung der Briefträger und Stadtpostboten. Eingeschriebene, rekommandierte, Briefe wurden erst seit 1853 angenommen. Die neuen Expeditionen kamen unter die Leitung der Stadtpostexpedition des Hofpostamtes, die aus diesem Anlass den Namen „Centralstadtpostexpedition“ und die Nummer 1 erhielt.
Der stark erweiterte Verkehr des Hofpostamtes zwang zu einer Aufteilung der Dienstgeschäfte. Am 1. Juli 1859 wurde es in drei Abteilungen zerlegt:
- Abteilung I: Unter Leitung eines Postrats wurde die Zentralstadtpostexpedition mit ihren „Filialen“, den Stadtpostexpeditionen und den Expeditionen auf den Bahnhöfen organisiert.
- Abteilung II: unter Leitung eines Postinspektors sämtliche Annahme- und Abfertigungsstellen.
- Abteilung III: unter Leitung eines Postkassenkontrolleurs die Dekartierungs- und Ausgabestellen.

Die drei Beamten erhielten die Befugnisse, die Disziplinargewalt und die Verantwortlichkeit eines Postamt-Vorstehers. Dem Oberpostdirektor blieb nur die Leitung der Kabinettsexpedition. Am 17. Mai 1862 wurden die Stadtpostexpeditionen, deren Befugnisse inzwischen mehrfach erweitert worden waren, in selbstständige Postanstalten umgewandelt und der Oberpostdirektion Berlin unmittelbar unterstellt. Eine weitere Verkleinerung des Dienstbetriebes erfuhr das Hofpostamt am 1. Januar 1864 durch die Umwandlung der bereits am 1. Dezember 1863 nach der Oranienburger Straße verlegten Lokal-Packkammer nebst der Dekartierungsexpedition für Lokalfahrpostsendungen und der Abfertigung der Paketzustellfahrten, welche damals „Faktagefahrten“ genannt wurden, in eine selbstständige Stadtpostexpedition Nr. 24, ferner der Zentralstadtpostexpedition in eine selbstständige Stadtpostanstalt unter dem Namen „Hauptstadtpostexpedition“. Die drei Abteilungen des Hofpostamtes konnten infolge dieser Maßnahmen wieder zu einer zusammengezogen werden. Neu hinzu traten im September 1864 eine Sammelstelle für Lagersendungen unter dem Namen „Postrestantebureau“. Im Februar 1865 wurde auch die Verwaltung der Wertzeichen für den ganzen OPD-Bezirk Berlin unter der Bezeichnung „Postanweisungsbureau“ und im November 1867 ein Marinepostbüro hinzugefügt.
1877 musste das Hofpostamt einige Dienststellen an das Stadtpostamt (die frühere Hauptstadtpostexpedition) abgeben, ein Vorgang, der sich 1890 wiederholte. 1895 ging die Verwaltung der Wertzeichen vom Hofpostamt auf die Reichsdruckerei über. 1901 übernahm das Hofpostamt die Bearbeitung und Zustellung der Postaufträge und Postnachnahmen vom Briefpostamt (dem früheren Stadtpostamt), trat aber dafür einige Monate später die Postlagerstelle (Postrestantebureau) an das Briefpostamt ab. Danach sind wesentliche Änderungen in den Aufgaben des Hofpostamtes nicht eingetreten. Nach dem Ersten Weltkrieg musste die über 200-jährige alte Bezeichnung wegen der Ausrufung der Republik in PA 1 in Berlin C am 25. August 1919 geändert werden. Nach wiederholten Prüfungen der Wirtschaftlichkeit wurde 1930 der Wertbrief- und Wertpaketdienst, soweit ihn das PA C1 wahrnahm, umorganisiert. Die Organisationsänderung bestand in der Hauptsache darin, dass
1. den Bahnhofspostämtern (N4, O17, NW40, SW77) die Wertpaketzustellung in bestimmten Bezirken Alt-Berlins übertragen wurde,
2. die ankommenden und abgehenden Wertbriefe und Wertbeutelstücke unter Ausschaltung des PA C1 bei den Bahnhofspostämtern bearbeitet wurden,
3. die Zuführung der Wertbriefe an die Zustellämter sowie die Einsammlung der Wertbriefe und Wertpakete durch die Bahnhofspostämter innerhalb ihres Bezirks vorgenommen wurde.

Die getroffenen Maßnahmen ließen es zweckmäßig erscheinen, die verbleibenden Dienststellen des Postamt C1 dem Postamt C2 zuzuteilen. Am 1. Oktober 1930 wurde es mit seinem Zweigpostamt 76 vom Postamt C2 übernommen, während den Bahnhofspostämtern die neuen Aufgaben am 1. März 1931 übertragen wurden.

## Bauwerk
Die Baulichkeiten auf dem Postgrundstück Königstraße 60 bis Spandauer Straße 19–22, in welcher Ende der 1870er Jahre noch die Ober-Postdirektion ihren Sitz hatte, und die General-Postkasse, das Hof-Postamt und das Stadt-Postamt untergebracht waren, haben sich bei dem gesteigerten Verkehrsaufkommen schon seit Jahren als unzulänglich und unzweckmäßig erwiesen. Die teilweise uralten labyrinthartigen Gebäude sollten deshalb nach und nach neuen, des Postinstituts und der Reichshauptstadt würdigen Bauten Platz machen, und die vielen engen, winkeligen Höfe zu einem einzigen großen Hof vereinigt werden, der für die dort verkehrenden zahlreichen Postfuhrwerke ausreichenden Raum gewährt.
Die für den Geldverkehr des Hof-Postamts bestehenden, früher oft durch mehrere Höfe voneinander getrennten acht Betriebsstellen waren seit dem 1. Dezember 1876 zusammen in einem neuen Hofgebäude untergebracht, in dem ein in der Mitte befindlicher Oberlichtraum die gemeinsame große Schalterhallte für die Geld-, Wert- und Postanweisungsannahme- und Ausgabestellen bildete. Der erste Abschnitt eines anderen, nach der Spandauer Straße zu gelegenen Gebäudes wurde im Herbst 1878 fertiggestellt. Dieser war für den Paketverkehr des Hofpostamtes und in den oberen Räumen vorerst zu Büros der Oberpostdirektion bestimmt.

### Vorgängerbauwerke

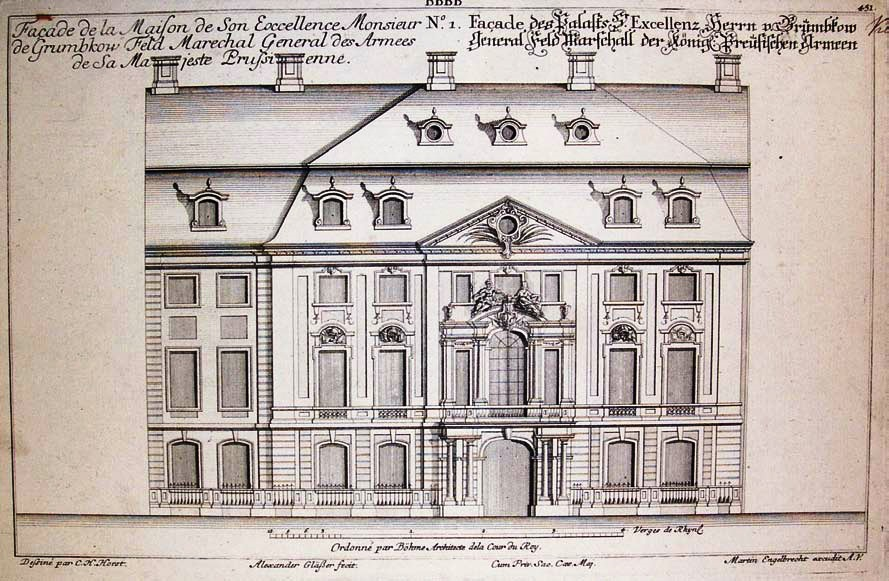
Das Palais Grumbkow, um 1725

Anmerkung: Die Daten sind einer nur in wenigen Exemplaren erschienenen Schrift entnommen, welche dem damaligen (1878) Ober-Postdirektor in Berlin, Geheimen Ober-Postrat Gustav Adolf Sachse (1834–1903), bei Gelegenheit seines 50-jährigen Dienstjubiläums von dem Verein für die Geschichte Berlins gewidmet worden ist.
Das Haus Königstraße 60 deutete schon in seiner äußeren Erscheinung auf ein ehrwürdiges Alter und eine wechselvolle Geschichte hin und gehörte zu den wenigen monumental gestalteten Wohnhäusern Berlins, die in ihrer ursprünglichen Form und Ausstattung erhalten waren. Es wurde bereits im 16. Jahrhundert errichtet. Nach mehrmaligem Besitzerwechsel kam es 1668 in den Besitz des Staatsministers Franz von Meinders, dessen Erben es 1695 an den Staatsminister Johann Andreas Kraut verkauften. 1724 wurde das Haus von dem Königlichen General-Lieutenant und Wirklichen Geheimen Etats- und Kriegsrat, Freiherr Friedrich Wilhelm von Grumbkow angekauft, wurde von Martin Böhme umgebaut und behielt noch lange den Namen seines Erbauers, nachdem es bereits in anderen Besitz übergegangen war. Die Fassade war in Putzbau gehalten und mit altertümlichen Figuren und Dekorationen geschmückt. Über dem gewölbten Haupteingang trat ein altertümlicher Balkon hervor, getragen von vier dorischen Säulen und überragte von ionischen Pilastern, die als Stützpunkte für ein mächtiges Wappenschild dienten, auf dem bis zur Übernahme des Gebäudes durch die Postverwaltung das Wappen der Familie des Erbauers ausgehauen war. Die Wölbung des Erdgeschosses war für Jahrhunderte berechnet. Breite Treppenanlagen, die Raumentwicklung im Innern sowie die in den 1870er Jahren noch erhaltenen Stuckaturen und in die Mauer eingelassenen Spiegel bewahren dem Gebäude einen vornehmen Charakter.
Von 1750 bis 1799 befand es sich erst in den Händen des Seidenfabrikanten Louis Michelet (1705–1766) und dann seiner Söhne Louis (1736–1800) und Robert David (1744–1802), die das Besitztum durch Anlage von Fabrikräumen, Lust-, Treib- und Gewächshäusern erweiterten. Dann ging es an den Konditor Johann Gottlieb Schoch über, der in den Parterreräumen, da, wo später die Postlagerbriefe ausgegeben wurden, einen elegant ausgestatteten Konditorladen anlegte und ihn bald zum Sammelplatz der damaligen Berliner feinen Welt zu machen wusste.
Als zu Anfang des 19. Jahrhunderts die Räumlichkeiten „der alten Post“ an der Königs- und Poststraßen-Ecke sich mehr und mehr als unzulänglich erwiesen, bot Schoch dem General-Postmeister Johann Friedrich von Seegebarth sein Haus wiederholt für 60.000 Taler zum Kauf an. Erst 1815 gestatteten es die Verhältnisse, auf das Angebot einzugehen. Das Vorderhaus wurde in der Beletage zur Wohnung für den General-Postmeister bestimmt und die unteren Räume sowie die Hintergebäude und die gleichzeitig angekauften Häuser in der Spandauer Straße für den Postdienst eingerichtet.
Von den übrigen Gebäuden des Grundstücks, die 1815, 1826, 1833 und 1841 nach und nach von der Postverwaltung angekauft und für die Zwecke derselben mit möglichst geringen Kosten umgestaltet wurden, bietet ein geschichtliches Interesse nur das Feldmarschall Sparre’sche Haus in der Spandauer Straße 21.
Die erste urkundliche Nachricht über dasselbe findet sich im Archiv des General-Postamts von 1599, in dem Kurfürst Joachim Friedrich das Haus der Gebrüder von Arnim durch Erbkauf erworben hat. 1658 erscheint der Feldmarschall Otto Christian von Sparre als definitiver Besitzer des Hauses, welches er jedoch im Mai 1668 an den Freiherren von Blumenthal verschenkte. Bald nach dem Tode des Feldmarschalls hatten die dankbaren Erben demselben eine Gedenktafel im Garten des Hauses aufstellen lassen. Sie wurde 1815 bei Vereinigung des Hauses mit dem von Grumbkow’schen aus dem Garten entfernt und an der Wand des Hintergebäudes in Höhe der ersten Etage in der Mauer befestigt, wo sie bis zum Neubau des Geldhallengebäudes blieb. Seitdem wurde sie im Märkischen Museum aufbewahrt.
Das Haus wurde 1732 an den wirklichen Geheimen Etats- und dirigierenden Minister Adam Otto von Viereck verkauft, der dazu noch das Haus Spandauer Straße 22 erwarb und beide nach dem Geschmack jener Zeit prächtig ausbauen ließ.
Der Schutzjude Moses Isaac, in dessen Besitz das Haus Nr. 21 später überging, legte 1774 in den Hintergebäude eine Synagoge an. Einzelne charakteristische Merkmale derselben wiesen noch in den 1870er Jahren das Kassenzimmer der General-Postkasse auf.
So hat das wechselvolle Geschick die Wohnstätten stolzer Patriziergeschlechter in Stätten der rastlosen Arbeit im Dienste des Handels und der Industrie umgewandelt. Drei Stockwerke hoch, nach einem einheitlichen Plan im Renaissancestiel hergestellt, machen die neuen Gebäude durch die glückliche Verteilung der Massen, die strengen architektonischen Formen und die harmonische Abstimmung in den Farben der zur Verwendung gekommenen vorzüglichen Materialien den Eindruck einer seltenen Gediegenheit. Weite Türöffnungen, hohe lichtvolle Fenster, mächtig vortretende Sandsteingesimse, sinnige Motive und Beziehungen zum Reich und Post beleben das Ganze und die Einzelheiten.

### Neubau
Im Jahre 1874 begannen die Arbeiten zum Neubau der Oberpostdirektion Berlin in der Königstraße 60 und in der Spandauer Straße 19–22. In dem neuen Gebäude, 1878 fertiggestellt, wurden die Geschäftsräume des Hofpostamtes (HPA), des Briefpostamtes (BPA), der Generalpostkasse, der Fernsprechvermittlungsstelle V und die Dienstwohnungen des Oberpostdirektors, der Vorsteher von HPA und BPA sowie die einiger Unterbeamten untergebracht.
Die Planungen für den schrittweisen Um- und Neubau von 1866 von Regierungs- und Baurat Carl Schwatlo kamen nicht zur Ausführung. Erst die neue Ära der Verwaltung des Postwesens haben die Ausführung eines vollständigen Neubaus nach den Angaben und Entwürfen der Bauabteilung unter Regierungsrat August Kind verwirklicht. Die Ausführung wurden dem Post-Baurath Wilhelm Tuckermann übertragen.
Seit Anfang 1877 erblickte man auf dem Postgrundstück in der Königstraße durch den Eingang links ein prächtiges Gebäude, das in rotem Backstein ausgeführt war. Dieses dreigeschossige Gebäude, hatte eine Front von zwölf Fenstern und enthielt an beiden Enden eine Durchfahrt. Neben den Durchfahrten befanden sich die Eingänge in die Schalterhalle. Diese Halle nahm den größten Teil des inneren Gebäudes ein. Es war ein Saal, der infolge des von oben einfallenden Lichts, mit seinem schönen Steinfußboden in Großmosaik, mit seinen schlanken dorischen und korinthischen Säulen, mit seiner in der Hälfte seiner Höhe umlaufenden Galerie mit seinen unten beide Seiten einnehmenden großen Schalterfenstern ruhig und maßvoll auf den Betrachter wirkte. In der Mitte befanden sich zwei zum Gebrauch für das Publikum bestimmte Doppelpulte. Hier wurde der Geldverkehr mit dem Publikum vermittelt. Hier befanden sich die Schalter für Postanweisungen, für Geldbriefe und für Wertpakete, sowie drei Geldausgabestellen für Wertbriefe, für Wertpakete und für Lagerwertsendungen. Die hinter den Schalterfenstern befindlichen Räume sind teils zu Arbeitsplätzen, teils durch zweckmäßig angebrachte Gitterwände voneinander geschieden, zu Lagerräumen für Wertsendungen eingerichtet. Die nach der Vorderseite gelegenen Gitterräume dienten der Abnahmestelle. Auf der entgegengesetzten Seite des Gebäudes befand sich das Durchgangsgitter für die durchgehenden sowie für die von der Annahme zugegangenen Wert-Wagenstücke. Eine Galerie führt in ungefähr 20 Zimmer, die, teilweise untereinander in Verbindung stehend, verschiedenen Dienststellen des Hofpostamts angehören. Alle Räume waren mit guter Ventilation versehen.
Das neue Gebäude zeigte in seiner Straßenfront für das schwer gequaderte Erdgeschoss Sandsteinverblendung und dasselbe Material in den Fensterumrahmungen und Architektur-Teilen der oberen Geschosse. Die Flächen waren in gelblichen Verblendungssteinen hergestellt. Scharf ausgeprägte symbolische Männerköpfe bildeten den Schlussstein der weiten Rundbogen über der Tür und den Fenstern des Unterbaus. Unter dem Hauptgesims zog sich ein breiter Sandsteinfries hin, der in prachtvoller erhabener Arbeit das in Absätzen sich wiederholende, von Laubgewinden umrankte ‚W‘ des damaligen Herrscherhauses enthielt. In seiner Fortsetzung hatte das Gebäude zur Bezeichnung der Portaleingänge in einem Mittelrisalit aus der Fluchtlinie ein wenig hervorgetreten und war über dem Risalit mit Figurengruppen geschmückt. Die komplette Gebäudefront war 68 m lang.
Ebenso gediegen und sorgfältig ausgeführt erschien die Hofseite des Gebäudes. Die Flächen waren mit gelben Verblendziegeln bekleidet, Tür- und Fensteröffnungen mit roten Profilsteinen eingefasst. Die durchlaufenden Gesimse waren aus rotbraunem Sandstein hergestellt, für die Konsolen der Hauptgesimse, die Schlusssteine der Rundbogen und die Verzierung der Attika sind Kunststeine zur Verwendung gekommen. Die Friese und die Füllungen über den Türen und den gekuppelten Fenstern waren aus prachtvollen Majolikaplatten zusammengesetzt, die sich in verschiedenen Farben und Glasuren wirksam abhoben.
Der Steinflügel des Gebäudes, im Erdgeschoss für den Packkammerraum bestimmt, schloss mit einem runden Turm ab, der im Innern die Verbindungstreppen bis zum Dach enthielt, äußerlich mit dem in Kunststein ausgeführten Wappen des Deutschen Reichs geschmückt war und in einer schlanken Kuppel endete.
Ein gleichartiger Treppenturm nebst Kuppeldach, mit der Windrose und vergoldeter Wetterfahne gekrönt, beendete den fertiggestellten Teil des Gebäudes. Zwei Ein- und Ausfahrten bzw. Durchgänge für die Fußgänger haben sich diesem Turm angeschlossen und ein gleicher Turm die Fortsetzung des Hauptgebäudes gebildet.
Das Geldhallen-Gebäude war äußerlich in ähnlicher Weise, nur einfacher verziert. Auch bei diesem deuteten je ein an den Giebeln in der Höhe des zweiten Stockwerks angebrachtes, reich verziertes Kunststein-Wappenschild mit dem Reichsadler an, dass das Gebäude dem Dienste des Reiches gewidmet war. Während an den hervortretenden offenen Haupteingängen große Tafeln mit Inschriften von vergoldeten Buchstaben das Publikum auf die Bestimmung der verschiedenen Schalter in der Verkehrshalle hinwiesen.
Die innere Einrichtung und dekorative Ausstattung der für den Verkehr mit dem Publikum bestimmten Räume trugen bei beiden Gebäuden den Anforderungen Rechnung, welche das Publikum in wichtigen Verkehrsplätzen zur damaligen Zeit an die Postbehörde zu stellen gewohnt und berechtigt war. Die Raumausdehnung der Hallen und Arbeitszimmer etc. entsprach den großartigen Verkehrsverhältnissen des Hof-Postamtes. Zur Vermeidung der durch die Temperaturunterschiede im Vorraum und Arbeitsraum entstehenden Zugluft wurden die Hallen von den Vorfluren durch Windfangtüren getrennt und Erstere während der kälteren Jahreszeit geheizt. Die Apparate für die Heizung und Ventilation wurden nach den neuesten Erfindungen konstruiert bzw. umgestaltet und sollten die Temperatur durch das ganze Gebäude regulieren und stets frisch gehalten werden. Für die zweckmäßige abendliche Beleuchtung der Arbeitsplätze und der allgemeinen Diensträume war in der Paket-Annahme wie im Geldhallen-Gebäude in ausreichender Weise gesorgt worden.
Die Paketannahme nahm einen großen Saal ein, dessen weite, hohe Decke von schlanken korinthischen Säulen unterstützt wurde. Den Raum für das Publikum und den Arbeitsraum für die Annahmebeamten und Unterbeamten, die Bezettler (Anmerkung: Person die die Paketzettel am Paket überprüfen) und die Beamten, welche die Adressen in die Paket-Annahmebücher eintrugen, trennte lediglich der Wiegetisch, auf dem zur möglichst schnellen Abfertigung des Publikums acht Paketwaagen aufgestellt waren. Frei vor den Augen des Auflieferers lag die gesamte Behandlungsweise der Pakete, bis diese mittels Räderkörbe zur Packkammer gerollt wurden.
Der Fußboden im Raum für das Publikum war mit Tonfliesen belegt, die Wandflächen, unten durch Holzpaneele geschützt, waren oben mit Gipsstuck verziert und ebenso, wie die kunstvolle Holzdecke durch gesättigte Farben in zarten Tönen und Übergängen reich geschmückt.
Einen großartigeren Eindruck machte die Geldhalle, welche die ganze Höhe der beiden ersten Stockwerke ausfüllte. Zwei zweiflüglige elegante Glastüren gestatteten auf den beiden Schmalseiten in leichter pendelartiger Drehung den Ein- und Ausgang. Zwischen den beiden Türöffnungen, unmittelbar auf den Wandpfeilern hervortretend, streben zwei nebeneinander gestellte Säulen dorischer Ordnung in geschlossener Kraft empor und tragen im Verein mit gleichartigen Eck-Pilastern und den kannelierten Eisenguss-Säulen der Längsseiten einen rings um die Halle führenden balkonartigen offenen Säulengang, der sich an den Giebelseiten zu Treppenfluren erweitert und eine bequeme Verbindung zu jedem einzelnen Zimmer des ersten Stockwerks herstellt. Die Säulen dieser Galerie in korinthischer Form mit dem vollen Blätterkapitell verliehen dem Ganzen, im Verein mit herabhängenden Ampeln, das Gepräge des Großartigen.
Für die Abfertigung des Publikums war, im Gegensatz zur Paketannahme, das System der Schalterfenster in der „ausgebildetsten Form“ zur Anwendung gebracht worden. Die zweckmäßige Anlage ließ ebenso eine leichte und bequeme Vermittlung des Verkehrs zwischen Publikum und Beamten zu, als sie den Letzteren eine ungehinderte Bewegung bei Ausübung der Dienstverrichtung gestattete. Eine obere Scheibe jedes Schalter war in mehrere Teile zerlegt und um eine horizontale Achse schräg nach innen einstellbar, sodass in den oberen Luftschichten eine die Beamten und das Publikum nicht belästigende Luftströmung herbeigeführt und eine natürliche Ventilation bewirkt wurde. In der Halle war zur Erwärmung die beiden Röhrensysteme mit geschmackvoller Holzverkleidung umgeben, die an jeder Schmalseite sich in praktischer und gefälliger Art als Stehpulte zur Nutzung des Publikums verlängerten und mit vollständigem Schreibzeug versehen waren.
Die zusammenhängende Lage der Diensträume in dem Geldhallen-Gebäude erleichterte das zweckmäßige Ineinandergreifen der verschiedenen, ihrer Natur nach zusammengehörigen Betriebsstellen und sicherte einen übersichtlichen Gang der Geschäfte. Die getroffenen Sicherheitsvorkehrungen gestatteten eine scharfe Abgrenzung der Verantwortlichkeit der einzelnen Beamten und schützte die Räume gegen äußeren gewaltsamen Einbruch.
Die einzelnen Schalterstellen waren durch Drahtgitterwände getrennt, die nur in den oberen Teilen durchbrochen waren, um den Verkehr der Beamten und Unterbeamten zu vermitteln. Ebensolche, jedoch etwas niedrigere, der Schalterwand parallel laufende Drahtwände stellen die Korridore her, sodass der Beamte nach allen Seiten abgeschlossen, wiederum aber allen Kollegen sichtbar war. Nur wo es darauf ankam, die Zugluft abzuhalten, wurden Holzwände mit starker Eisenblechbekleidung aufgeführt. Die Türen sind überall durch gute, nach Umständen durch zwei verschiedene Verschlussmittel gesichert, wobei den einen Schlüssel der Beamte, den anderen Schlüssel der Unterbeamte führt.
Sämtliche Fenster des Erdgeschosses sind nach außen mit festen Eisengittern, die Ausladetüren nach innen mit Doppeltüren aus massivem Eisen versehen. Zwei Militärposten und während der Nacht ein Hofwächter, der viertelstündlich die Geldhallen durchschritten und eine Kontrolluhr stellen mussten, haben im Weiteren für die Sicherheit der Räume wie für die der sämtlichen übrigen Gebäude auf dem Postgrundstück für Sorge getragen.